# Політехнічний університет Валенсії
Технічний університет Валенсії (вал. Universitat Politècnica de València, UPV; IPA: [univeɾsiˈtat poliˈtɛŋnika ðe vaˈlensia], ісп. Universidad Politécnica de Valencia) — іспанський університет у Валенсії, який спеціалізується на науці, техніці та мистецтві. Він був заснований у 1968 році як Вища політехнічна школа Валенсії та став університетом у 1971 році, але деяким із його шкіл понад 100 років.

## Характеристики
Політехнічний університет Валенсії складається з трьох кампусів: (Валенсія, Гандія та Алкой) і 13 шкіл і факультетів: Школа будівництва (1972), Школа архітектури (1972), Школа промислової інженерії (1972), Школа сільськогосподарської інженерії та навколишнє середовище (1972), Школа будівельної техніки (1972), Школа проектування (1972), Вища політехнічна школа Алкой (1972), Факультет образотворчих мистецтв (1978), Школа інформатики (1982), Школа телекомунікацій Інженер (1989), Вища політехнічна школа Гандії (1993), Інженерна школа геодезії, картографії та геодезії (1994) і факультет ділового адміністрування та менеджменту (1999).
Університет пропонує 53 бакалаврські та магістерські програми та 32 докторські програми.

## Видатні випускники
- Хоан Рібо (нар. 1947), мер Валенсії з 2015 року.
- Сантьяго Калатрава (нар. 1951), архітектор та інженер-конструктор.
- Альберто Фабра (нар. 1964), президент Женералітату Валенсії (автономного уряду Валенсії) у 2011-2015 роках.
- Енріке Лорес (нар. 1965), бізнес-менеджер і генеральний директор HP Inc. [8]
- Паула Боне (нар. 1980), ілюстратор і художник.
- Ікер Маркайде (нар. 1982), промисловий інженер, засновник Flywire і Zubi Group.
- Вікторія Франсес (нар. 1982), ілюстратор.